# Lord Don't Slow Me Down (film)
Pour le single, voir Lord Don't Slow Me Down.
Pour plus de détails, voir Fiche technique et Distribution.
Albums de Oasis
Definitely Maybe
(2004)
Lord Don't Slow Me Down est un rockumentaire du groupe anglais Oasis réalisé par Baillie Walsh et dévoilant les coulisses de leur tournée mondiale 2005/2006. Il est sorti le 29 octobre 2007 en DVD. Une bande-annonce de 4 minutes est apparue sur Internet le 29 septembre 2006, sur lequel on peut entendre un extrait d'un nouveau morceau chanté par Noel Gallagher.
Il comprend 2 DVD :
1er DVD
- Le rockumentaire : Lord Don't Slow Me Down. 
- Le commentaire audio de Noel, Liam, Andy et Gem.
- Une série de Questions/Réponses entre Noel Gallagher et les fans tout au long du film.
DVD Bonus :
- 16 titres HD stéréo surround du concert d'Oasis du 2 juillet 2005 au City Of Manchester Stadium.
- Images/Videos des fans lors de ce concert.